# Orecchio assoluto
L'orecchio assoluto è la capacità, non molto frequente, di identificare l'altezza assoluta (cioè la frequenza) di un suono, solitamente in base al temperamento equabile, senza l'ausilio di uno strumento di riferimento, come ad esempio il diapason, e la capacità non molto frequente di riconoscere in modo esatto singole altezze di suoni o tonalità (orecchio assoluto passivo) oppure riprodurre con la voce e senza avere suoni di riferimento esterni suoni di altezza esatta (orecchio assoluto attivo).

## Premessa
Poiché il diapason, oggi universalmente codificato a 440 Hz, può variare in ragione del repertorio eseguito (ad esempio, nella musica barocca il La può oscillare da ca. 320 hertz fino a 520; la differenza è notevole), il vero problema non consiste nella capacità o meno di identificare un suono a una determinata frequenza, ma di avere soltanto un controllo "equabilizzato" del suono. Il musicista dotato di orecchio assoluto percepisce le intonazioni nettamente solo se accordate secondo il temperamento equabile, cioè quando l'ottava è suddivisa matematicamente (e non musicalmente) in dodici semitoni perfettamente equidistanti tra loro. Sotto questa ottica, dunque, un violinista alle prese con il repertorio classico non sarebbe in grado di distinguere, ad esempio, un Re# da un Mib, omofoni nel temperamento equabile, ma ben diversificati da un'orchestra che voglia utilizzare la corretta intonazione. Le accordature in uso nel periodo post-barocco utilizzavano ancora versioni tardive del temperamento mesotonico, con ricerca di terze più o meno pure e con leggera "partecipazione delle quinte". Pertanto, l'orecchio assoluto sarà un vantaggio per identificare prontamente un La a 440 Hz o a 432 Hz, ma del tutto dannoso se "bloccato" secondo il temperamento equabile a tutti i suoni relativamente correlati a quel La.

## Studi scientifici
I vari ricercatori che negli anni si sono dedicati allo studio di questo fenomeno non sempre concordano sulla esatta definizione di "orecchio assoluto". Ad esempio, alcuni studi considerano sufficiente la capacità di identificare una serie di singole note isolate, mentre altri ritengono condizione indispensabile il riconoscimento delle note all'interno di normali passaggi melodici. Anche i livelli considerati accettabili di accuratezza, prontezza di riconoscimento e margine di errore variano fra i diversi test eseguiti, il che complica ulteriormente la valutazione dei risultati.
Uno degli studi più famosi (Sergeant, D. 1969: Experimental investigation of absolute pitch, pubblicato sul Journal of Research in Music Education, Vol. 17, 135-143) evidenzia una possibile relazione di proporzionalità inversa fra l'età in cui vengono intrapresi gli studi musicali e la probabilità di sviluppare l'orecchio assoluto.
Uno studio condotto da Bahr nel 1998 afferma che l'orecchio assoluto sarebbe una capacità derivante dall'esperienza, che non richiederebbe dunque particolari predisposizioni, confermando però l'età precoce dell'istruzione musicale come fattore di primaria importanza. Inoltre, orecchio assoluto e relativo tenderebbero a escludersi reciprocamente in uno stesso individuo. È pur vero, però, che nella pratica dello studio musicale queste tendenze non risultano dimostrate; è opinione diffusa che il fenomeno abbia comunque una base innata. Parimenti discutibile appare l'ipotesi secondo la quale l'orecchio relativo tenderebbe a escludere quello assoluto e viceversa. Infatti, queste due facoltà coesistono potenziandosi a vicenda (anche non conoscendo gli intervalli, dal momento che si hanno sotto controllo tutte le altezze possibili, l'individuo può dire che nota "x" si trova a "y" distanza da "z").
Esiste poi tutta una serie di studi secondo cui l'orecchio assoluto si manifesterebbe maggiormente in determinate fasce della popolazione: in particolare fra i ciechi e gli appartenenti a gruppi etnici facenti uso di lingue tonali.
Alcuni recenti studi, per quanto discutibili, sostengono che l'orecchio assoluto sia frutto di una mutazione genetica.
L'orecchio assoluto si sviluppa grazie alla presenza di un polimorfismo a singolo nucleotide nel proprio DNA, più precisamente "RS 3057". Si tratta di un gene piuttosto comune: circa il 31% della popolazione (di cui la metà formata da asiatici, perché usano una lingua tonale) lo possiede.
L'orecchio assoluto viene sviluppato nello stesso periodo in cui si consolida la lingua madre, ovvero in cui il cervello filtra tutte le informazioni sonore e visive non necessarie all'adattamento in quell'ambiente e registra solo quelle che gli permettono di interpretare in modo autonomo tutti gli stimoli che gli arriveranno.
Per stimolare lo sviluppo di questa abilità è sufficiente immergere il bambino in un ambiente dove è presente musica ad alto contenuto sonoro, che nella musica occidentale può voler dire musica jazz o classica. Reincontrando ripetutamente tutti e 12 i suoni della scala cromatica, il bambino collezionerà una ricca esperienza uditiva che, nel momento in cui avrà un minimo di educazione musicale, gli permetterà di codificare tali esperienze con dei nomi usati convenzionalmente da tutto il mondo (ovvero i nomi delle note, o i colori nel caso della visione o le parole nel caso della lingua), riuscendo a esprimere il riconoscimento di questi stimoli ogni volta che ne incontrerà uno.
Il motivo per cui quest'abilità può essere sviluppata unicamente da neonati sta nel fatto che nei primi anni di vita si ha l'abilità di ascoltare e riconoscere tutti i 2 000 fonemi delle 6 500 lingue parlate nel mondo; dopo l'ottavo mese di vita e comunque prima del primo anno, il cervello chiude quella che in letteratura viene chiamata "finestra critica", ovvero il bambino si dedica completamente all'apprendimento della lingua madre che lo circonda, e il numero di fonemi riconoscibili si riduce proprio in base alla lingua localizzata; per esempio, nella lingua inglese esistono 44 fonemi. Questa chiusura avviene anche nel linguaggio musicale.
Questo principio viene denominato use it or lose it: se il bambino non ha bisogno di riconoscere un'altezza o un suono, semplicemente perderà la capacità di riconoscerla.
Quando un bambino è immerso nel mondo del linguaggio musicale, cercherà di trovare delle figure e delle strutture di ripetizione in tale linguaggio, questo è il modo in cui l'orecchio assoluto comincia a svilupparsi.

## Diffusione
Secondo alcune statistiche, solo lo 0,01% della popolazione ha questa abilità (1 ogni 10 000). Tali statistiche però si basano su test condotti solo su musicisti; i risultati vengono poi rapportati all'intera popolazione, assumendo quindi la discutibile ipotesi che chi non conosce la musica non possa avere l'orecchio assoluto. Ricerche sull'argomento condotte nel 2008 da parte della Eastman School of Music congiuntamente con il Department of Brain and Cognitive Sciences dell'Università di Rochester (USA) hanno messo a punto test applicabili a qualunque individuo (anche non musicista), e tali test indicherebbero che l'orecchio assoluto è in realtà molto più frequente di quanto ci si aspetti. Il ricercatore Gaby Lanyi sostiene che potenzialmente ogni persona nasce con l'orecchio assoluto ma che la maggior parte della popolazione perde questa capacità dopo il primo anno di vita perché non è stata data sufficiente importanza allo sviluppo del linguaggio musicale.
Ci sono diverse persone che dichiarano che sia possibile emulare l'orecchio assoluto a partire dall'ear training. Nel marzo 1981, David Lucas Burge pubblicò su Contemporary Keyboard (oggi Keyboard Magazine) un articolo in cui rivelava che l'orecchio assoluto non era una capacità solo per pochi eletti ma un'abilità facilmente apprendibile da chiunque abbia un minimo di orecchio musicale.
Anche senza possedere l'orecchio assoluto, infatti, qualsiasi musicista a livello già avanzato può affermare di aver notato certe differenze di sensazione nel suonare trasposizioni di certi brani in tonalità diverse da quelle originali in qualche modo inspiegabili. Allo stesso modo, i musicisti potrebbero avere preferenze nel suonare certi accordi invece che altri, ma senza mai capire il perché. Anche senza avere grandi doti musicali, inoltre, si possono notare facilmente tali peculiarità di suono quando si suona una nota con uno strumento e si tenta di riconoscere la stessa nota in ottave diverse: in tal caso, infatti, difficilmente si usa l'orecchio relativo, in quanto non si hanno conoscenze innate di intervalli e tonalità, ma si usa quasi inconsciamente l'orecchio assoluto.
Diversi autori, tra cui Burge, parlano di pitch color, ovvero di "colore delle note" o sinestesia, una qualità delle note stesse del tutto simile al colore visivo, che caratterizza e distingue tutte le note, gli accordi e le tonalità le une dalle altre. Il nostro orecchio occidentale tuttavia non è allenato a sentire tali differenze, in quanto la nostra cultura musicale ci porta soltanto a notare altezza, modo e ritmo delle canzoni, tralasciando la tonalità presente in altre lingue come il cinese, il che sarebbe come distinguere un colore chiaro da uno scuro senza riconoscere che uno è giallo e l'altro è blu.